# フェイス・ザ・トゥルース (ジョン・ノーラムのアルバム)
『フェイス・ザ・トゥルース』（Face the Truth）は、ジョン・ノーラムが1992年に発表したアルバム。ソロ名義のスタジオ・アルバムとしては2作目。

## 解説
グレン・ヒューズがリード・ボーカリストとして参加。一部の楽曲ではノーラム自身がリード・ボーカルを担当している。また、「ウィ・ウィル・ビー・ストロング」では、ヨーロッパ時代の盟友ジョーイ・テンペストが、ノーラムとのデュエット・ボーカルを披露しており、同曲はスウェーデンのシングル・チャートで32位に達した。
「オピュウム・トレイル」は、シン・リジィがアルバム『バッド・レピュテイション〜悪名』（1977年）で発表した曲のカヴァー。「スティル・ザ・ナイト」は、グレン・ヒューズも参加したプロジェクト・アルバム『フェノメナ』（1984年）に収録されていた曲のセルフ・カヴァーで、元々は、ヒューズがかつて在籍していたユニット「ヒューズ/スロール」のために作られた曲であった。
ドン・ドッケンのアルバム『アップ・フロム・ジ・アッシェズ』（1990年）でノーラムと共演したピーター・バルテスが全面参加しており、また、同アルバムに参加したビリー・ホワイトとミッキー・ディーも、それぞれ1曲ずつゲスト参加している。
1994年にシュラプネル・レコーズから発売されたアメリカ盤CDは、曲順が変更されているのに加えて、「ウィ・ウィル・ビー・ストロング」と「スティル・ザ・ナイト」の2曲が外された代わりに、ライヴ音源2曲が加えられた。

## 収録曲

### ヨーロッパ盤・日本盤
1. フェイス・ザ・トゥルース "Face the Truth" (John Norum, Glenn Hughes) – 4:17
2. ナイト・バズ "Night Buzz" (J. Norum, Hempo Hildén, Michelle Meldrum) – 3:22
3. イン・ユア・アイズ "In Your Eyes" (J. Norum, G. Hughes, Peter Baltes) – 3:45
4. オピュウム・トレイル "Opium Trial" (Scott Gorham, Phil Lynott, Brian Downey) – 4:00
5. ウィ・ウィル・ビー・ストロング "We Will Be Strong" (J. Norum, Joey Tempest, Billy Haggerty) – 4:12
6. グッド・マン・シャイニング "Good Man Shining" (J. Norum, G. Hughes, Mats Attaque, Micke Höglund, Thomas Broman) – 3:04
7. タイム・ウィル・ファインド・ジ・アンサー "Time Will Find the Answer" (J. Norum, Billy White, G. Hughes) – 5:02
8. カウンティング・オン・ユア・ラヴ "Counting on Your Love" (J. Norum, G. Hughes, J. Tempest, Göran Edman, Peter Hermansson) – 3:16
9. エンディカ "Endica" (J. Norum, P. Baltes) – 2:44
10. スティル・ザ・ナイト "Still the Night" (G. Hughes, Pat Thrall) – 3:58
11. ディスタント・ヴォイシズ "Distant Voices" (J. Norum, G. Hughes, P. Baltes, B. White) – 5:46

### アメリカ盤
1. "Distant Voices" – 5:46
2. "Opium Trial" – 3:58
3. "Night Buzz" – 3:22
4. "Good Man Shining" – 3:04
5. "Endica" – 2:44
6. "Face the Truth" – 4:18
7. "In Your Eyes" – 3:45
8. "Time Will Find the Answer" – 5:03
9. "Counting on Your Love" – 3:17
10. "Don't Believe a Word (live)" (P. Lynott) – 3:11
11. "Free Birds in Flight (live)" (J. Norum) – 2:59

## 参加ミュージシャン
- ジョン・ノーラム - ボーカル(on "Night Buzz", "Opium Trial", "We Will Be Strong")、 ギター
- グレン・ヒューズ - ボーカル
- ピーター・バルテス - ベース
- ヘンポ・ヒルデン - ドラムス

ゲスト・ミュージシャン
- ジョーイ・テンペスト - ボーカル(on "We Will Be Strong")
- ビリー・ホワイト - リズムギター(on "Time Will Find the Answer")
- ミッキー・ディー - ドラムス(on "Distant Voices")
- ジョン・シュライナー - キーボード
- アンディ・ローバー - バッキング・ボーカル